# 53a edició dels Premis Sant Jordi de Cinematografia
La gala de la 53a edició dels Premis Sant Jordi de Cinematografia va tenir lloc el 20 d'abril de 2009. Com en anys anteriors, un jurat presidit per Conxita Casanova i compost per diversos crítics i periodistes cinematogràfics de Barcelona va decidir mitjançant votació els qui eren els destinataris dels premis Sant Jordi que Ràdio Nacional d'Espanya (RNE) concedeix anualment al cinema espanyol i estranger en els diferents apartats competitius i que en aquesta edició distingien a les pel·lícules estrenades al llarg de l'any 2008. Aquest sistema d'elecció fa que aquests guardons estiguin considerats com un reconeixement de la crítica barcelonina, i a més és un dels premis cinematogràfics més antics de Catalunya.
En aquest any, l'esdeveniment coincidia amb la commemoració del cinquanta aniversari de la creació del centre de Televisió Espanyola a Barcelona, per la qual cosa la gala es va celebrar als estudis de TVE situats a Sant Cugat del Vallès i fou presentada per Maria Casado Paredes i Toni Garrido. A més, TVE va concedir un premi extraordinari per aquest motiu.

## Premis Sant Jordi

### Premis competitius
Com en altres ocasions, el jurat va estar presidit per la periodista Contxita Casanovas i compost per crítics cinematogràfics i periodistes especialitzats vinculats a mitjans de comunicació de Barcelona, raó per la qual els Premis Sant Jordi són considerats uns premis de la crítica barcelonina. Es van concedir els habituals premis a les millors pel·lícules i intèrprets espanyols i estrangers, amb la significativa circumstància que es va deixar desert el premi al millor actor en pel·lícula espanyola per entendre el jurat que cap interpretació mereixia el guardó a pesar que alguns noms van ser tinguts en compte en les votacions. Els premis atorgats pel jurat van ser donats a conèixer el 26 de gener de 2009.
| Categoria                              | Premiat                                 | Labor premiada                                                                    |
| -------------------------------------- | --------------------------------------- | --------------------------------------------------------------------------------- |
| Millor pel·lícula espanyola            | Camino                                  | Pel·lícula                                                                        |
| Millor actor en pel·lícula espanyola   | Desert                                  |                                                                                   |
| Millor actriu en pel·lícula espanyola  | Carme Elías                             | Camino                                                                            |
| Millor ópera prima                     | El millor de mi                         | Pel·lícula                                                                        |
| Millor película estrangera             | Abans que el diable sàpiga que has mort | Pel·lícula                                                                        |
| Millor actor en película estrangera    | Philip Seymour Hoffman                  | Abans que el diable sàpiga que has mort The Savages La guerra d'en Charlie Wilson |
| Millor actriu en pel·lícula estrangera | Kristin Scott Thomas                    | Hace mucho que te quiero                                                          |

### Premis honorífics

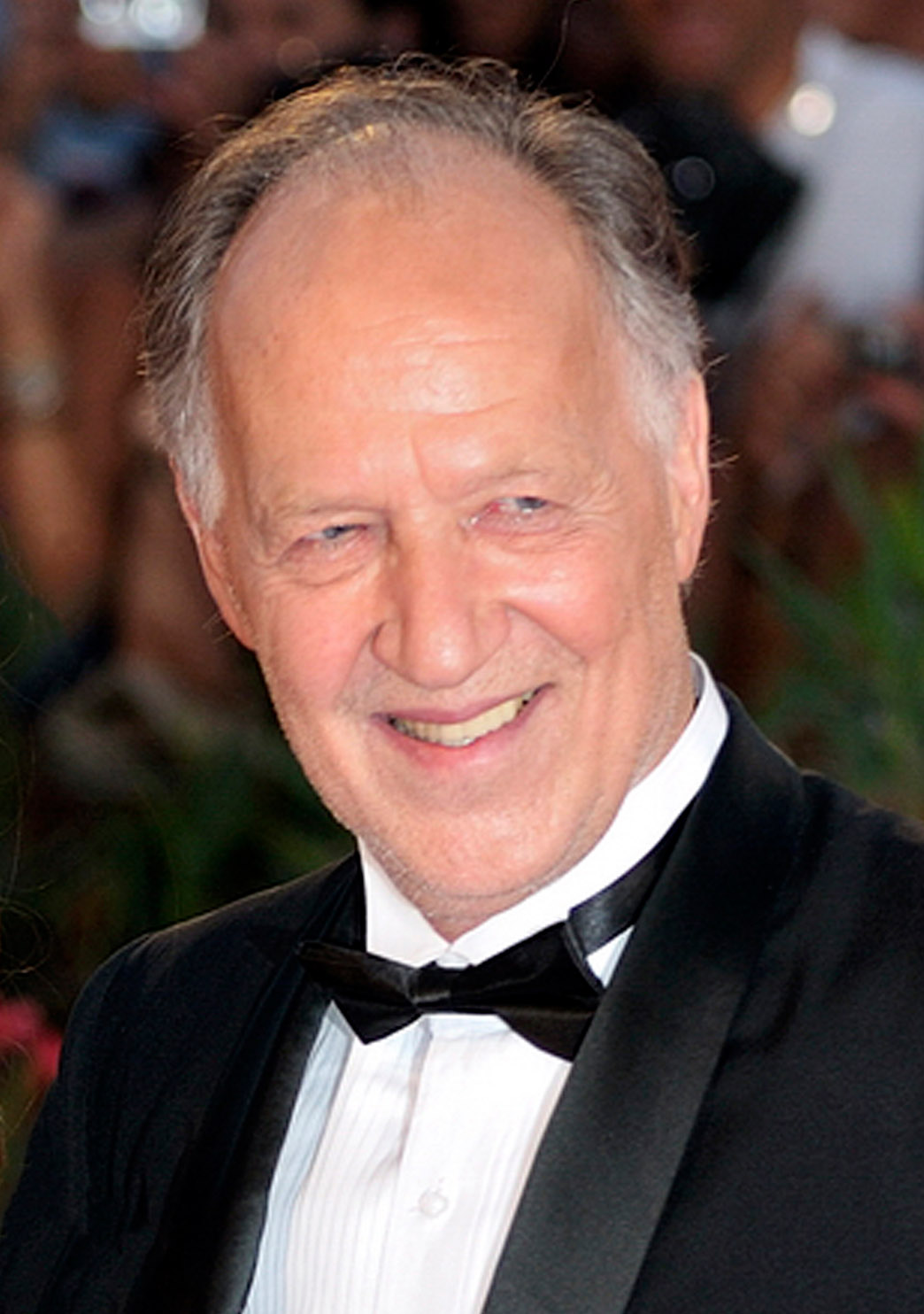
Werner Herzog, premi a la trajectòria.

A causa de la celebració d'algunes efemèrides es van concedir més premis honorífics dels habituals. El premi a la trajectòria professional va ser per al cineasta alemany Werner Herzog per la seva dilatada carrera com a director, guionista, productor i actor. A més, el jurat va atorgar un premi especial al moviment cinematogràfic francès de la Nouvelle vague per commemorar-se els cinquanta anys del seu naixement.
La Generalitat de Catalunya va concedir el Premi a la innovació en la indústria al tècnic Ramón Martos, d'Image Films. Ràdio Nacional d'Espanya va atorgar un altre premi especial a Concha Velasco per tota la seva trajectòria. L'actriu i cantant no va poder assistir a la gala per malaltia i va rebre el premi uns dies més tard en el Teatre Goya durant una de les funcions que representava habitualment. Finalment Televisió Espanyola va concedir amb caràcter extraordinari un premi amb motiu de la celebració del cinquanta aniversari de la creació del centre territorial de Televisió Espanyola a Barcelona, premi que va recaure en l'actor barceloní Lluís Homar.
| Categoria                            | Premiat                    | Labor premiada                                 |
| ------------------------------------ | -------------------------- | ---------------------------------------------- |
| Premi a la innovació en la indústria | Ramón Martos d'Image Films | Laboratori                                     |
| Premi a la trajectòria professional  | Werner Herzog              | Trajectòria cinematogràfica                    |
| Premi especial del Jurat             | Nouvelle vague             | Corrent cinematogràfic en el seu 50 aniversari |
| Premi especial RNE                   | Concha Velasco             | Trajectòria com a actriu, cantant i ballarina  |
| Premi 50 anys TVE Catalunya          | Lluís Homar                | Trajectòria com a actor                        |

## Roses de Sant Jordi
Una vegada més es van lliurar les dues roses de Sant Jordi, premis concedits per votació popular entre els oïdors de Ràdio 4 seguidors del programa Va de cine de Conxita Casanovas, que recompensen a les que el públic considera millors pel·lícules nacional i estrangera.
| Categoria                    | Premiat                  |
| ---------------------------- | ------------------------ |
| Millor pel·lícula espanyola  | Vicky Cristina Barcelona |
| Millor pel·lícula estrangera | Gomorra                  |